# Parc de Can Zam
El parc de Can Zam és una zona verda del barri de les Oliveres del municipi de Santa Coloma de Gramenet situada a l'extrem nord-occidental del terme, entre la serralada de Marina i el riu Besòs. El parc es va inaugurar l'any 1999 i ocupa una superfície de més d'11 hectàrees fet que el converteix en la zona verda més extensa del municipi.

## Descripció
L'espai que actualment ocupa el parc era ocupat per conreus de les finques de les masies de Can Zam i mas Rovira. Durant les onades migratòries de la segona meitat del segle xx la ciutat de Santa Coloma experimentà un important creixement demogràfic i alhora un abandó de la superfície cultivada. En aquest context, als anys 70, es va projectar la construcció d'un polígon industrial i residencial a la zona de Can Zam. Una important mobilització popular, amb la consigna "Can Zam pel poble" va aconseguir salvar els terrenys de la urbanització i la reserva de sòl per a dissenyar un futur parc, que finalment va ser inaugurat l'any 1999. Tanmateix part dels terrenys, l'equivalent a unes 1,6 hectàrees, van desaparèixer en motiu de les obres de la L9 del metro de Barcelona l'any 2003. Aquest espai román pendent d'enjardinar de nou, a l'espera d'un projecte definitiu. En uns terrenys contigus al parc, l'any 2008 s'inauguraren dos camps de futbol municipal, utilitzats per entitats del municipi, com el FC Singuerlin i més endavant s'hi construí una pista d'atletisme.
El parc de Can Zam té forma de quadrat irregular i té un disseny geomètric de línies molt marcades. Consta d'una passeig central que divideix el parc en dos sectors diferenciats. El primer, més proper a la muntanya, amb una gran plaça i vegetació que recorda a la de la serralada de Marina; el més baix i proper al riu, amb un gran llac i predomini d'espècies vegetals de ribera. Per tot el parc podem trobar zones de picnic, fonts d'aigua, jocs infantils, pistes de petanca així com un skate park.

## El llac de Can Zam
Al centre del parc hi ha l'element més característic de la zona verda, un llac artificial de 4.430 m² de superfície, un petit espai naturalitzat que ha esdevingut un veritable corredor biològic entre el parc de la Serralada de Marina i el Besòs. L'aigua del llac prové de l'aqüífer del Besòs i actualment i des del 2010 no es tracta químicament. Aquest fet juntament amb la implementació d'un sistema de recirculació salts d'aigües i salts per millorar l'oxigenació a afavorit la presència de flora i fauna autòctona d'espais lacustres. En el llac podem trobar tant en marges com en illes flotants espècies vegetals típiques d'aquests ambients com són la boga (Tipha sp.), el càrex pèndul (Carex pendula), joncs (Scirpus sp.), lliris grocs (Iris pseudacorus), nenúfars, etc... La presència d'aquestes espècies a més a més afavoreix la depuració natural de l'aigua. Tot plegat fa que el llac hagi esdevingut en un petit refugi de fauna. Així doncs hi podem observar en ell libèl·lules, granotes, ocells migratoris i nidificants.